# Francesco Montervino
Francesco Montervino (Tarento, Italia, 7 de mayo de 1978) es un ex futbolista y dirigente deportivo italiano. Se desempeñaba como centrocampista.

## Trayectoria
A los 13 años de edad se incorporó al equipo juvenil del Taranto, club de su ciudad. En 1994 el Taranto quebró y Montervino fue traspasado a las juveniles del Fasano.
Tras su paso por el Parma, en enero de 1996 volvió al Taranto, llevando el brazalete de capitán con apenas 19 años. En diciembre de 1997 fue comprado por el Ancona, equipo con el que jugó seis temporadas, ganando el apodo de Sindaco ("Alcalde", en italiano) por parte de la hinchada local.
En enero de 2003 fue contratado por el Napoli, en el que ha permanecido hasta 2009 (salvo un breve paréntesis con el Catania en 2004), pasando por la quiebra del club, su refundación en 3.ª división y el rápido regreso a la Serie A. Junto a Cataldo Montesanto fue el único jugador de la vieja entidad napolitana en quedarse en el nuevo club del presidente Aurelio De Laurentiis. Con el Napoli debutó en la máxima categoría italiana el 26 de septiembre de 2007, con 29 años de edad, en el partido de local contra el Livorno (1-0 a favor de los napolitanos). Marcó su primer gol en Serie A el 31 de mayo de 2009 ante el Chievo Verona, en el Estadio San Paolo. Con la camiseta del Napoli, del que vistió el brazalete de capitán de 2005 a 2006, totalizó 165 presencias, con 6 tantos.
El 31 de agosto de 2009 fue cedido a título definitivo a otro club de Campania, el Salernitana. Con los granates jugó hasta 2014, año de su ritiro como futbolista, quedándose también tras la quiebra en 2011 y la refundación del club.

## Clubes
| Club                | País   | Año         |
| ------------------- | ------ | ----------- |
| US Fasano           | Italia | 1994 - 1995 |
| Parma FC            | Italia | 1995 - 1996 |
| AS Taranto          | Italia | 1996 - 1997 |
| AC Ancona           | Italia | 1997 - 2003 |
| SSC Napoli          | Italia | 2003 - 2004 |
| Calcio Catania      | Italia | 2004        |
| SSC Napoli          | Italia | 2004 - 2009 |
| US Salernitana 1919 | Italia | 2009 - 2014 |

## Palmarés

### Campeonatos nacionales
| Título                                  | Club        | País   | Año         |
| --------------------------------------- | ----------- | ------ | ----------- |
| Serie C1                                | Napoli      | Italia | 2005 - 2006 |
| Serie D                                 | Salerno     | Italia | 2011 - 2012 |
| Lega Pro Seconda Divisione              | Salernitana | Italia | 2012 - 2013 |
| Supercopa de Lega Pro Seconda Divisione | Salernitana | Italia | 2012 - 2013 |
| Copa Italia de Lega Pro                 | Salernitana | Italia | 2013 - 2014 |

## Dirigente deportivo
Ha sido el director deportivo del Taranto desde agosto de 2014 hasta marzo de 2015.